# Чифлик (област Ловеч)
Вижте пояснителната страница за други значения на Чифлик.
Чифлик е село в Северна България, община Троян, област Ловеч.

## География
Село Чифлик се намира в планински район, на 16 км западно от град Троян, при извора на река Бели Осъм. Селото е разположено между резерватите Кашка, Васильов и Козя стена, част от Национален парк Централен Балкан. Климатът е умерен, планински, със сравнително прохладно лято и снежна зима.

## История
Предполага се, че в древността на това място е имало тракийско поселище заради открити керамика и изкуствен могилни насипи. Открита е и стара мина за желязна руда, но не е изследвана обстойно.
Като самостоятелно населено място Чифлик съществува от края на XIX или началото на XX век. Преди това е махала на село Бели Осъм.

## Население
Численост и дял на етническите групи според преброяването на населението през 2011 г.:
|                     | Численост | Дял (в %) |
| Общо                | 330       | 100,00    |
| Българи             | 320       | 96,96     |
| Турци               | 0         | 0,00      |
| Цигани              | 0         | 0,00      |
| Други               | 0         | 0,00      |
| Не се самоопределят | 0         | 0,0       |
| Неотговорили        | 10        | 3,03      |

## Религии
По-голямата част от населението изповядват православно християнство.

## Обществени институции
Кметството е подчинено на община Троян.

## Културни и природни забележителности
В близост се намира резерватът Козя стена, едно от малкото места в Европа, където расте еделвайс. В близост до селото се намира Курортен комплекс Чифлика с голям минерален извор. Има множество хотели с басейни с топла минерална вода.

## Личности

### Починали
- Стефан Почеков (1850 – 1876) – поборник от Априлското въстание, убит в сражение край селото.